# Montes de Propio de Jerez
Los Montes de Propio de Jerez son un espacio natural localizado en Jerez de la Frontera (Andalucía), que incluye parte del parque natural de Los Alcornocales

## Explotación
Desde el siglo XI consta su valor botánico para obtener plantas medicinales.
Tienen su origen en una donación del rey Fernando IV a la ciudad de Jerez en el año 1300.
Aunque en el siglo XVIII comprendía más de 35 000 hectáreas, Los Montes ocupan actualmente más de 7000 hectáreas.

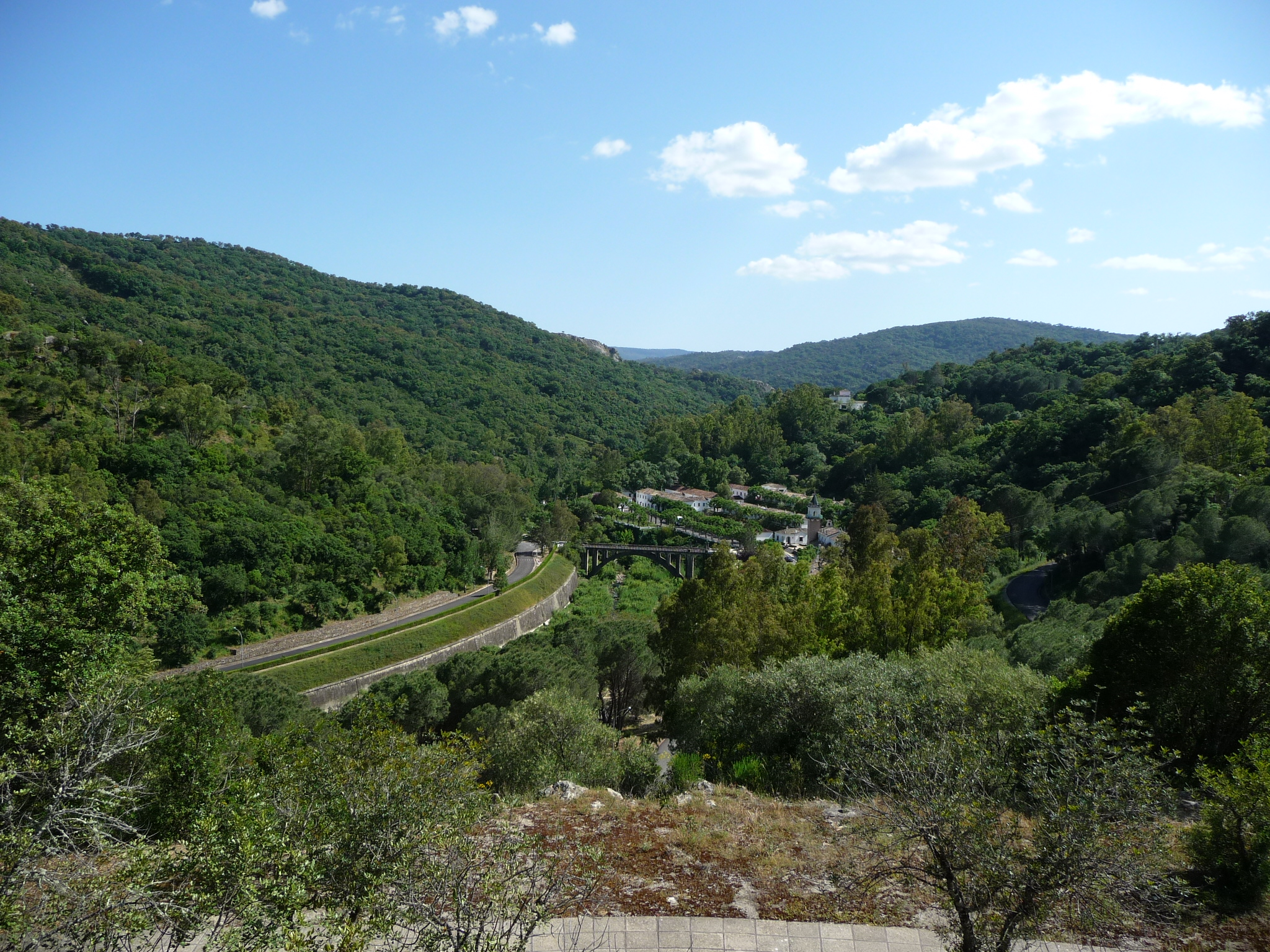
Poblado de los Hurones desde la presa

Comprende el Charco de Los Hurones y su poblado, que está acondicionado para fines turísticos. Destacan también varios cortijos como el de Rojitán.

## Fauna

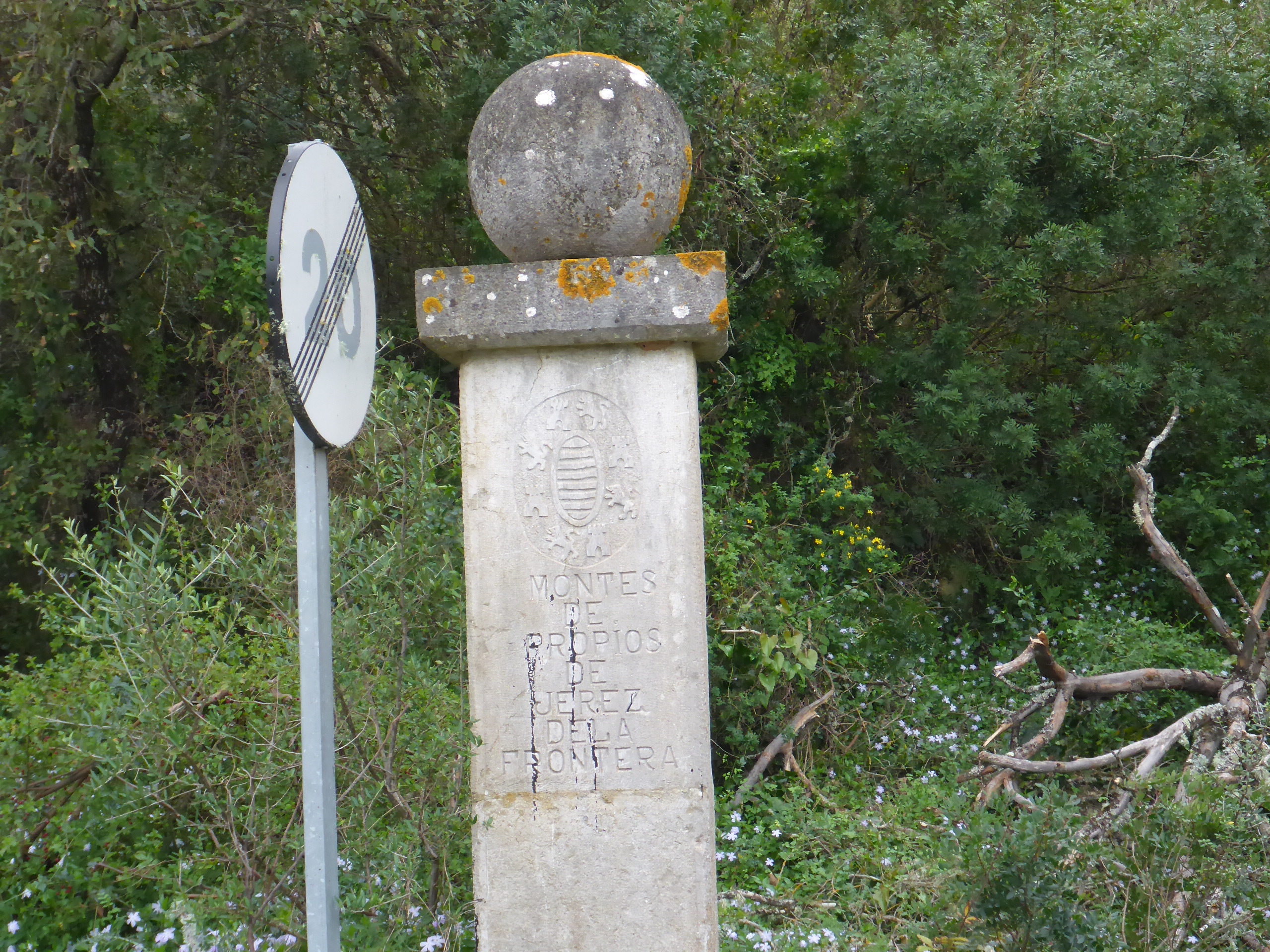
Señal

La fauna es la típica del monte bajo de la provincia, incluyendo osos en la Edad Media
Existen evidencias de existencias de lobos hasta principios del siglo XX, pero actualmente están extintos.
El corzo ha estado siempre presente en la zona, no así el ciervo, que fue introducido recientemente tras desaparecer
En 2018 un detallado permitió descubrir diversas especies que podrían ser nuevas para la ciencia.

## Uso en la actualidad

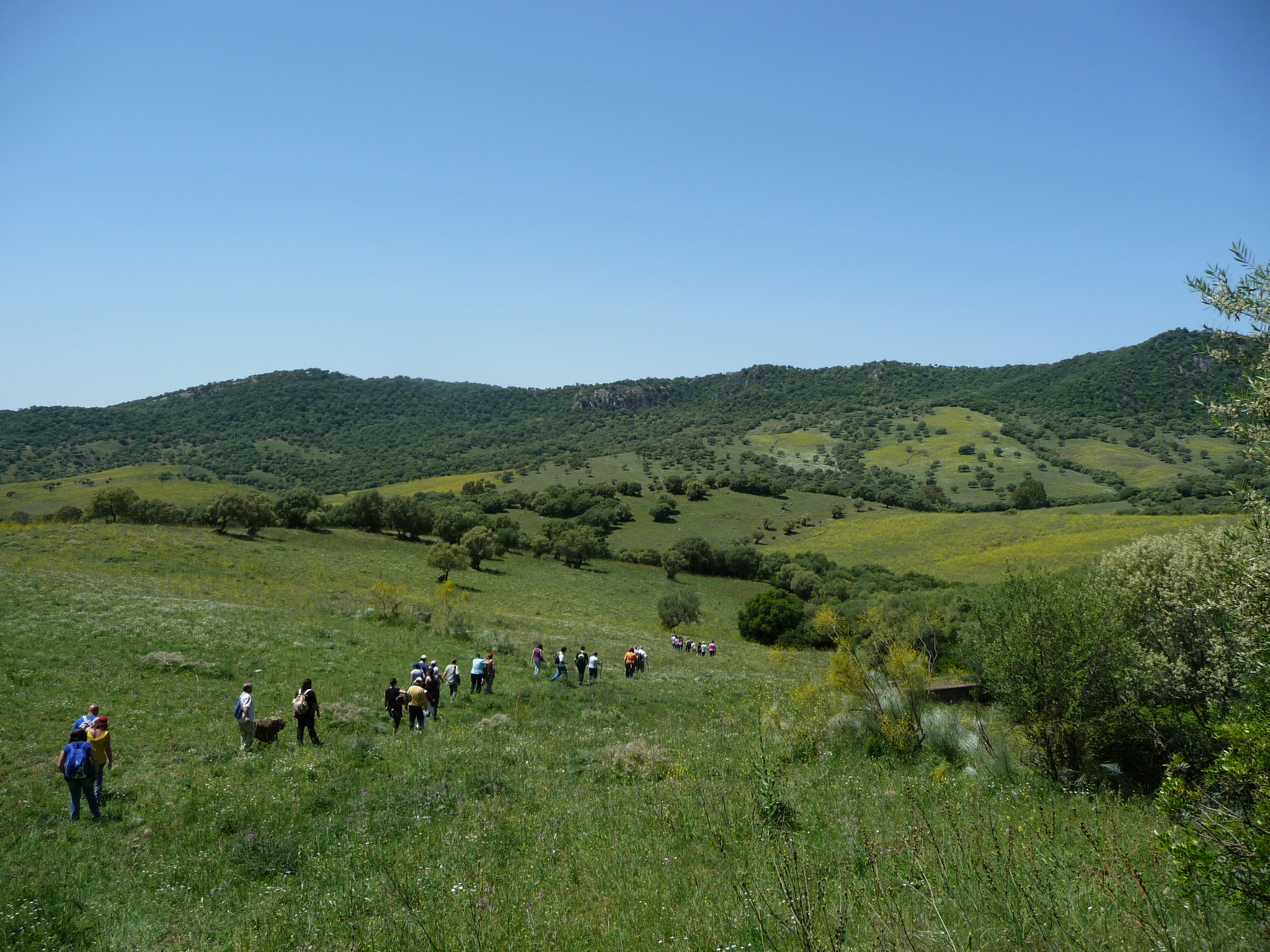
Senderismo en los Montes de Propio

Durante años ha estado cerrado al uso público, desarrollándose actividad ganadera de vacuno y cinegética. Recientemente los montes se han abierto a actividades concertadas de distinto tipo, como campamentos para jóvenes o senderismo por diversos itinerarios (previa reserva), senderos recientemente ampliados. Destaca entre ellos el del Cortijo de Rojitán
La gestión y explotación de los Montes la realiza Explotaciones de los Montes de Propios Empresa Municipal S.A. (Ememsa), dependiente de la delegación de Fomento Económico del Ayuntamiento cuya privatización está siendo polémica, llegando incluso de declararse nulo en el juzgado el nombramiento de un apoderado para su gestión
No obstante en 2017 la empresa que los explotaba presentó cuentas anuales positivas principalmente por la venta de corcho y actividades turísticas.
En 2017 se puso en marcha el proyecto ‘Biodiversidad Jerez de lucha contra el cambio climático a través de la conservación de la biodiversidad asociada al agua en los Montes de Propios 2017-2018”, que liderado por el Ayuntamiento de Jerez, busca inventariar el parque y hacer mejoras en su sostenibilidad.
También se desarrollan actividades de producción apícola.